# Sahitisuchus
Sahitisuchus é um gênero réptil extinto, que viveu no Brasil durante o Paleoceno, há 56,5 milhões de anos.

## Descrição
Tratava-se de um crocodilo exclusivamente terrestre. Podia chegar a 1,2 metro de altura e mais de 2 metros de comprimento. Em vez de rastejar, como os crocodilomorfos atuais, andava com uma postura semelhante à do javali, com pernas fechadas e eretas. Era o maior predador da região do Rio de Janeiro no período, alimentando-se de pequenos mamíferos.
Assim como outros sebecossúquios, sobreviveu à extinção dos dinossauros mas desapareceu milhões de anos depois. Sua extinção pode ter sido causada pelas mudanças climáticas da época ou devido à competição com mamíferos carnívoros vindos da América do Norte durante o Mioceno, há 23 milhões de anos.

## Descoberta
O único fóssil do Sahitisuchus fluminensis foi  encontrado com restos de vários outros animais numa pedreira explorada por uma indústria de cimento na década de 1940, em Itaboraí. No entanto, os ossos (um crânio, uma mandíbula e algumas vértebras) ficaram guardados durante décadas sem ser identificados, no Museu de Ciências da Terra. Só em janeiro de 2014 foi apresentado por pesquisadores do museu e da Universidade Federal do Rio de Janeiro.
Os cientistas batizaram a espécie com um nome composto por elementos dos idiomas xavante e latim. A descoberta foi publicada na revista científica PLOS ONE.